# Malmö Fotbollförening 1931-1932
Questa voce raccoglie le informazioni riguardanti il Malmö Fotbollförening nelle competizioni ufficiali della stagione 1931-1932.

## Stagione
Al termine della stagione 1931-1932 il Malmö, all'esordio in Allsvenskan, si assicurò la permanenza in massima serie avendo concluso il campionato al nono posto con due punti di vantaggio sulla zona retrocessione.

## Divisa e sponsor
Nella stagione d'esordio in Allsvenskan il Malmö adottò una divisa costituita da maglia azzurra, calzoncini bianchi e calzettoni neri.
| Manica sinistra · Maglietta · Manica destra · Pantaloncini · Calzettoni |

## Rosa
| N. |                   | Ruolo | Calciatore            |
| -- | ----------------- | ----- | --------------------- |
| -  | Svezia (bandiera) | P     | Valdemar Wiberg       |
| -  | Svezia (bandiera) | D     | Henri Dahl            |
| -  | Svezia (bandiera) | D     | Alex Lindén           |
| -  | Svezia (bandiera) | D     | Ove Blomberg          |
| -  | Svezia (bandiera) | D     | Erick Eckard          |
| -  | Svezia (bandiera) | C     | Carl Ahlberg          |
| -  | Svezia (bandiera) | C     | Gunnar Martinsson     |
| -  | Svezia (bandiera) | C     | Algot Christoffersson |

| N. |                   | Ruolo | Calciatore      |
| -- | ----------------- | ----- | --------------- |
| -  | Svezia (bandiera) | A     | Andreas Nilsson |
| -  | Svezia (bandiera) | A     | Ivar Roslund    |
| -  | Svezia (bandiera) | A     | Hans Håkansson  |
| -  | Svezia (bandiera) | A     | Erik Svensson   |
| -  | Svezia (bandiera) | A     | Göte Dahl       |
| -  | Svezia (bandiera) | A     | Ture Isberg     |
| -  | Svezia (bandiera) | A     | Gösta Nilsson   |

## Statistiche

### Statistiche di squadra
| Competizione | Punti | Totale | Totale | Totale | Totale | Totale | Totale | DR  |
| Competizione | Punti | G      | V      | N      | P      | Gf     | Gs     | DR  |
| ------------ | ----- | ------ | ------ | ------ | ------ | ------ | ------ | --- |
| Allsvenskan  | 16    | 22     | 6      | 4      | 12     | 48     | 68     | -20 |